# Kingsley Coman
Kingsley Coman (* 13. Juni 1996 in Paris) ist ein französischer Fußballspieler, der von 2015 bis 2025 für den FC Bayern München in der Bundesliga spielte und mit dem Verein 2020 das Triple aus deutscher Meisterschaft, DFB-Pokal und UEFA Champions League gewann. Seit er im Alter von 16 Jahren und acht Monaten für Paris Saint-Germain in der Ligue 1 debütierte, hat er mit seinem Team bis einschließlich 2023 in jeder Saison den jeweiligen nationalen Meistertitel gewonnen. Darüber hinaus ist Coman seit 2015 französischer Nationalspieler. Seit August 2025 ist er Vertragsspieler des al-Nassr FC.

## Karriere

### Jugendzeit
Seine Eltern stammen beide aus Guadeloupe; sein Vater Christian Coman, ein Fan von Paris Saint-Germain, brachte seinen Sohn früh zum Fußball. So begann Coman 2002 – sechs Jahre alt – gefördert von seinem Vater bei der US Sénart-Moissy, einem Amateurverein aus Moissy-Cramayel ca. 50 km südöstlich von Paris im Département Seine-et-Marne, mit dem Fußballspielen.

### Paris Saint-Germain und Juventus Turin
Nach zwei Jahren im Verein wurde Coman von einem Scout des Erstligisten Paris Saint-Germain entdeckt, woraufhin er für deren Jugendakademie verpflichtet wurde. Sein Erstligadebüt gab er bereits als 16-Jähriger am 17. Februar 2013 bei der 2:3-Niederlage im Auswärtsspiel gegen den FC Sochaux durch Einwechslung für Marco Verratti in der 87. Minute. Es folgten zwei weitere Kurzeinsätze in der Ligue 1 und einer im Spiel um den französischen Supercup, der am 3. August 2013 mit 2:1 gegen Girondins Bordeaux gewonnen wurde. Weitere Gelegenheiten, sich in der ersten Mannschaft auszuzeichnen, erhielt er nicht.

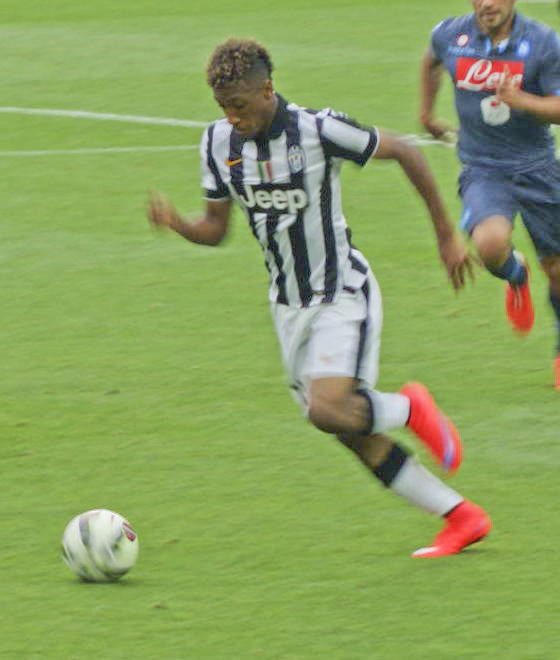
Coman im Trikot von Juventus Turin (2015)

Nachdem sein auslaufender Vertrag nicht über den 30. Juni 2014 hinaus verlängert worden war, verpflichtete ihn der italienische Rekordmeister Juventus Turin, für den er am 30. August 2014 (1. Spieltag) beim 1:0-Sieg im Serie-A-Auswärtsspiel gegen Chievo Verona sein Debüt gab. Sein erstes Tor für Juventus Turin erzielte er am 16. Januar 2015 im Achtelfinale der Coppa Italia gegen Hellas Verona mit dem Treffer zum 6:1-Endstand in der 79. Minute.

### FC Bayern München

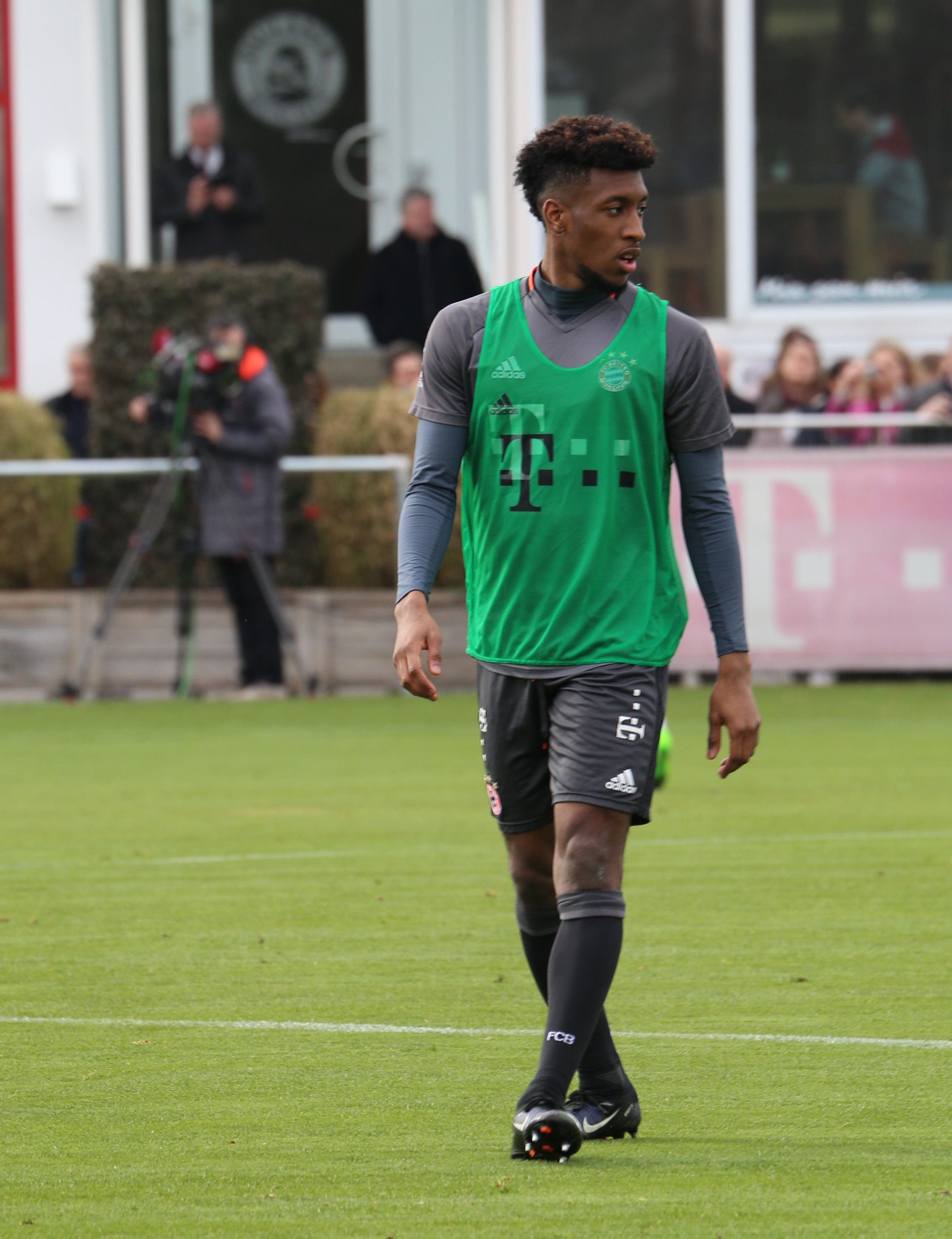
Beim Training auf dem Gelände des FC Bayern München (2017)

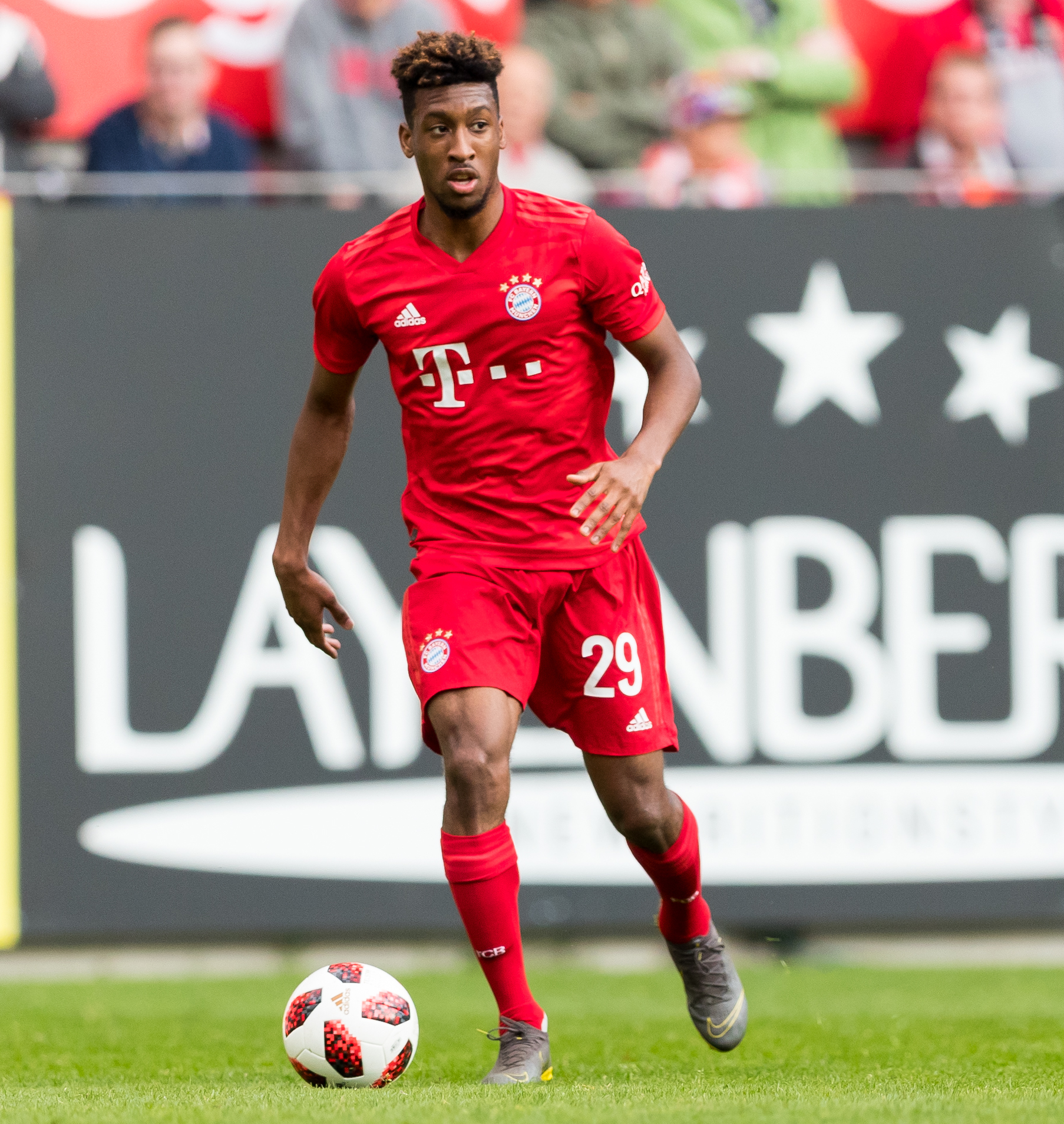
In einem Spiel des FC Bayern München (2019)

Am 30. August 2015 wechselte Coman für zwei Jahre auf Leihbasis mit Kaufoption in die Bundesliga zum deutschen Rekordmeister FC Bayern München. Sein Bundesligadebüt gab er am 12. September 2015 (4. Spieltag) beim 2:1-Sieg im Heimspiel gegen den FC Augsburg mit der Einwechslung für Arturo Vidal in der 56. Minute. Vier Tage später folgte beim 3:0-Auswärtssieg gegen Olympiakos Piräus sein Debüt für Bayern München in der UEFA Champions League, als er in der 59. Minute für Robert Lewandowski eingewechselt wurde. Er gab dabei die Vorlage zum 2:0 und holte den Elfmeter raus, der zum 3:0 verwandelt wurde. Am darauffolgenden Bundesligaspieltag stand er beim 3:0-Auswärtssieg gegen den SV Darmstadt 98 erstmals in der Startelf und erzielte mit dem Treffer zum zwischenzeitlichen 2:0 sein erstes Bundesligator. Am 7. Mai 2016 (33. Spieltag) wurde er mit dem FC Bayern deutscher Meister und mit dem Pokalsieg am 21. Mai 2016 nach 4:3 im Elfmeterschießen gegen Borussia Dortmund konnte er in seiner ersten Saison in Deutschland das Double gewinnen. 2017 gewann er erneut die deutsche Meisterschaft.
Ende April 2017 zog der FC Bayern München die Kaufoption und stattete Coman mit einem Vertrag bis zum 30. Juni 2020 aus, der am 21. Dezember 2017 vorzeitig bis 2023 verlängert wurde.
Am 26. Juni 2017 wurde Coman in Frankreich vorübergehend festgenommen. Ihm wurde häusliche Gewalt gegenüber seiner Ex-Freundin vorgeworfen. Im September 2017 kam es zum Prozess, bei dem er zu einer Geldstrafe von 5000 € verurteilt wurde.
Im Februar 2018 erlitt Coman einen Syndesmoseriss. Er musste sich einer Operation unterziehen und kam erst wieder am 19. Mai 2018 im Pokalfinale zum Einsatz, als er in der 70. Spielminute für Thomas Müller eingewechselt wurde. Im ersten Bundesligaspiel der neuen Saison gegen 1899 Hoffenheim zog er sich nach einem Foul von Nico Schulz erneut einen Syndesmosebandriss zu. Am 25. Mai 2019 traf er im Pokalfinale beim 3:0-Sieg gegen RB Leipzig zum zwischenzeitlichen 2:0 und gewann damit am Saisonende das Double, bestehend aus DFB-Pokal und Deutscher Meisterschaft. In der Saison 2019/20 gewann er mit dem FC Bayern München das zweite Triple der Vereinsgeschichte.
Im Finale der UEFA Champions League am 23. August 2020 erzielte Coman in der 59. Spielminute nach Flanke von Joshua Kimmich durch einen Kopfball das entscheidende Tor zum 1:0-Sieg der Bayern gegen Paris Saint-Germain. Damit wurde er der erste Spieler in der Geschichte des Wettbewerbs, der im Finale gegen einen ehemaligen Verein traf. Der Treffer war zugleich der 500. des FC Bayern in der UCL-Geschichte. Im September 2021 wurde Kingsley wegen kleiner Herzrhythmusstörungen am Herzen operiert. Sein Vertrag mit dem FC Bayern wurde im Januar 2022 vorzeitig bis 2027 verlängert.

### al-Nassr FC
Am 15. August 2025 wurde sein Wechsel zum saudi-arabischen Erstligisten al-Nassr FC öffentlich.

### Nationalmannschaft
Coman war ab 2014 Spieler der U21-Nationalmannschaft, nachdem er bereits für die Auswahlen der Altersklassen U16, U17, U18 und U19 insgesamt 30 Länderspiele absolviert hatte. Im November 2015 berief Nationaltrainer Didier Deschamps ihn zum ersten Mal in das französische A-Aufgebot für zwei Freundschaftsspiele gegen Deutschland und England. Am 13. November 2015 gab er sein Debüt in der A-Nationalmannschaft beim 2:0-Sieg im Test-Länderspiel gegen die Auswahl Deutschlands mit Einwechslung für Anthony Martial in der 69. Minute. Am 29. März 2016 erzielte er mit dem Treffer zum 4:2-Endstand im Testspiel gegen die Auswahl Russlands in der 76. Minute sein erstes Länderspieltor.
Bei der Europameisterschaft 2016 im eigenen Land wurde er in das französische Aufgebot aufgenommen. Im Eröffnungsspiel wurde er unmittelbar nach dem 1:1-Ausgleich der rumänischen Nationalmannschaft eingewechselt. Mit 19 Jahren und 11 Monaten war er damit der jüngste Franzose, der bis dahin bei einer WM oder EM zum Einsatz gekommen war. Das Spiel endete 2:1 für Frankreich. Insgesamt kam Coman in sechs der sieben Partien während des Turniers zum Einsatz, dabei stand er zweimal in der Startelf. Auch im Finale gegen Portugal wurde er in der 58. Minute für Dimitri Payet eingewechselt, konnte die 0:1-Niederlage (nach Verlängerung) jedoch nicht verhindern. Nach dem Turnier wurde Coman zum zweitbesten Nachwuchsspieler des Turniers gewählt. Die Chance auf eine Nominierung für die Weltmeisterschaft 2018 in Russland verpasste er aufgrund seines Syndemosebandrisses, durch den er für fast die komplette Rückrunde ausfiel.
Bei der Europameisterschaft 2021 gelangte er mit der französischen Mannschaft bis ins Achtelfinale, ehe Frankreich dort gegen die Schweiz im Elfmeterschießen ausschied. Auch bei der Weltmeisterschaft 2022 in Katar stand Coman im französischen Aufgebot, er kam in insgesamt sechs Partien zum Einsatz. Im verlorenen Finale gegen Argentinien wurde er in der 71. Minute eingewechselt, beim Elfmeterschießen trat Coman an und vergab seinen Versuch. Auch bei der Europameisterschaft 2024 stand Coman im französischen Kader, kam jedoch auch aufgrund einer erst kurz vor dem Turnier auskurierten Verletzung nur zu einem Kurzeinsatz, Frankreich scheiterte letztlich im Halbfinale an Spanien.

## Titel

### Vereine
International
- Champions-League-Sieger: 2020
- Klub-Weltmeister: 2020
- UEFA-Super-Cup-Sieger: 2020

Frankreich
- Meister (2): 2013, 2014
- Supercupsieger: 2013

Italien
- Meister (2): 2015, 2016
- Pokalsieger: 2015
- Supercupsieger: 2015

Deutschland
- Meister (9): 2016, 2017, 2018, 2019, 2020, 2021, 2022, 2023, 2025
- Pokalsieger (3): 2016, 2019, 2020
- Supercupsieger (6): 2016, 2017, 2018, 2020, 2021, 2022

### Nationalmannschaft
- Vize-Weltmeister: 2022
- Vize-Europameister: 2016
- UEFA-Nations-League-Sieger: 2021

## Trivia
Coman gewann als Profifußballer bis zur Saison 2022/23 jedes Jahr (und damit elfmal hintereinander) eine nationale Meisterschaft: 2012/13 und 2013/14 mit Paris Saint-Germain in Frankreich, 2014/15 mit Juventus Turin in Italien und von 2015/16 bis 2022/23 mit dem FC Bayern München in Deutschland.
2017 stand Coman wegen häuslicher Gewalt an seiner damaligen Partnerin vor Gericht. Coman plädierte auf schuldig und wurde zu einer Geldstrafe verurteilt.